# Weinebeneite
La weinebeneite è un minerale.